# Mëry
Mëry (in bielorusso Мёры) è un comune della Bielorussia, situato nella regione di Vicebsk.